# Schneck (montaña)
Schneck es una montaña de hierba de 2268 metros en los Alpes de Allgäu. Debido a su forma peculiar, (al igual que los Höfats) es único en los Alpes calizos del norte. Constituye la continuación natural del macizo que corre hacia el noreste desde Höfats y es interrumpido por una depresión en el extremo Oytal. Tiene una riqueza de flores similar a la de Höfats. Visto desde el Oytal, forma el final del fondo del valle.
Delante de la cima se encuentra el Himmeleck, un prepico cubierto de hierba, al que también pueden acceder fácilmente los excursionistas desde el sendero que pasa por el Himmelecksattel. El paso a la cumbre principal es muy expuesto por un borde rocoso (dificultad: I). Según la tradición, el cazador Thaddäus Blatter en el siglo XIX llevó la cruz de la cumbre en posición vertical sobre el borde rocoso.

## Escalada
La cara norte, que se separa verticalmente hacia el norte, fue escalada por primera vez en 1902 por H. Demeter y sus compañeros. El muro oeste fue recorrido en 1904 por W. Herz y H. Haug. La cara este parcialmente sobresaliente (VI-, A0) fue considerada durante mucho tiempo la ruta de escalada más difícil de los Alpes de Allgäu. En 1946, la ruta sólo se había repetido una vez después de su primera subida por Risch en 1922 (en 1936 por Ignaz Vogler y Otto Niederacher). En 1947, Anderl Heckmair estimó que la ruta a través de la cara este de Schneck era más difícil que la cara norte de Große Zinne. En 1949 se realizó su tercera subida al muro.
La cresta de hierba que corre hacia el suroeste desciende muy abruptamente después del Himmelhorn hacia el Oytal y también es una subida de hierba extremadamente difícil y notoria (Rädlergrat).

## Galería

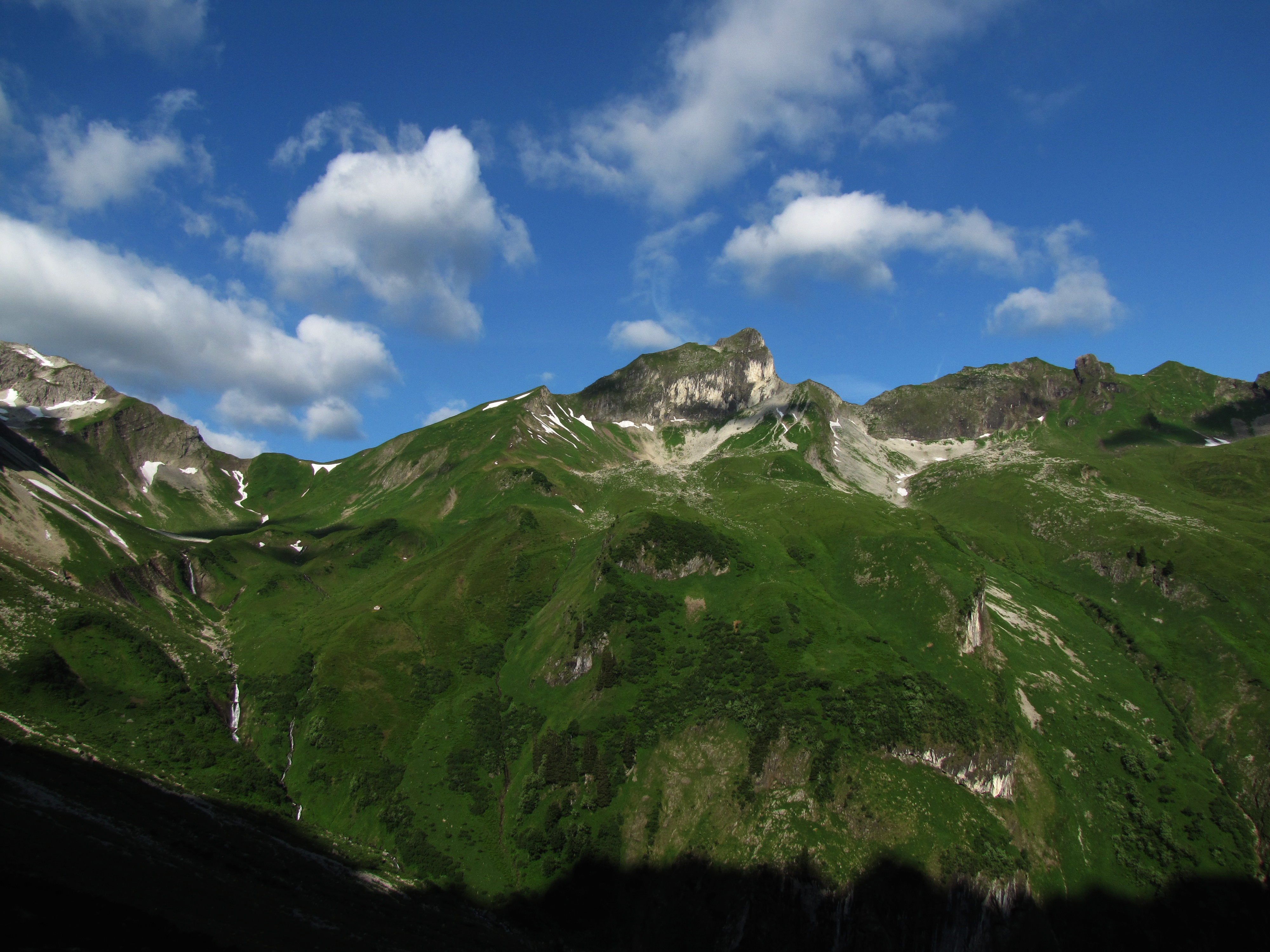
Ostflanke
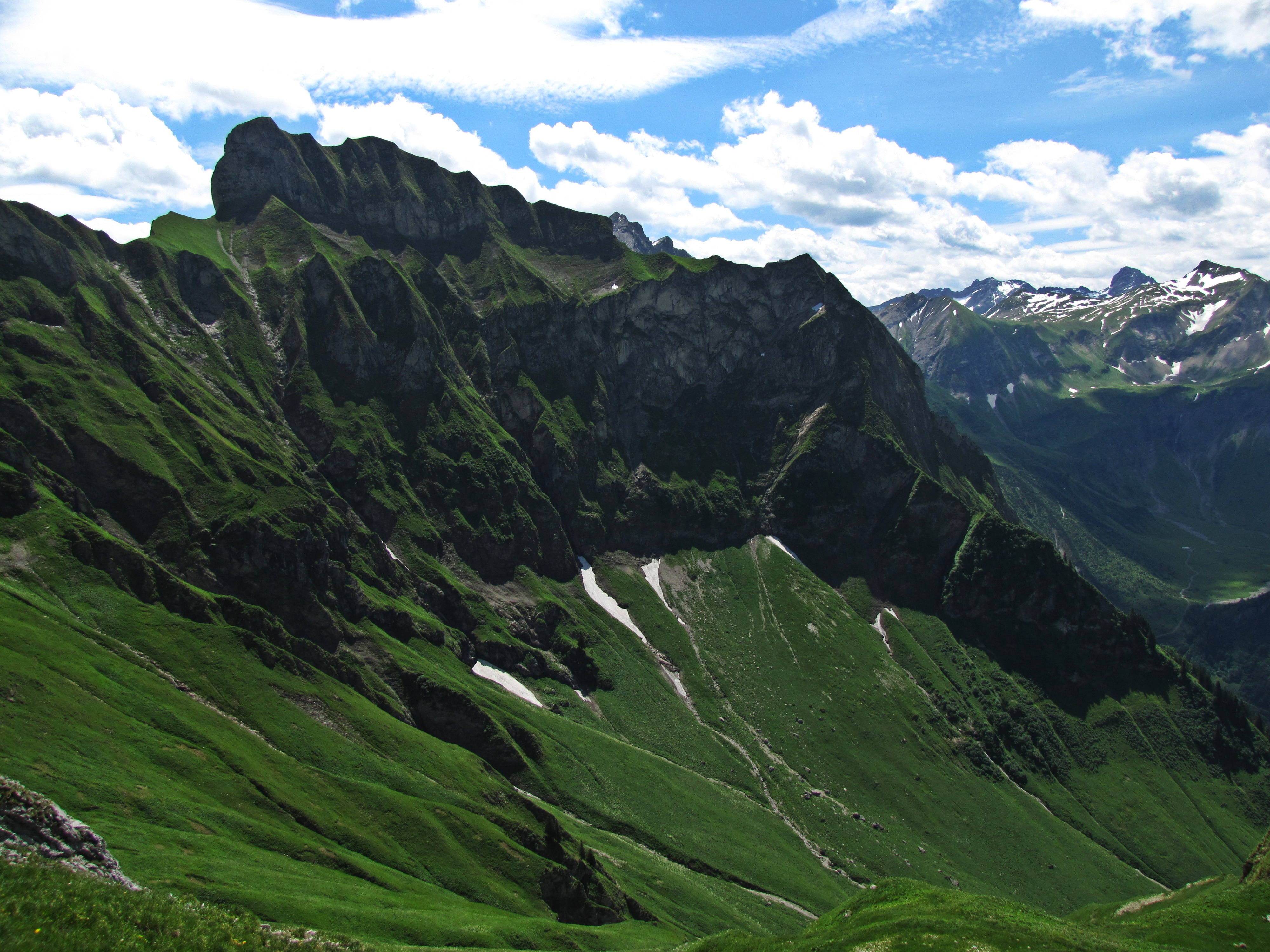
Westflanke
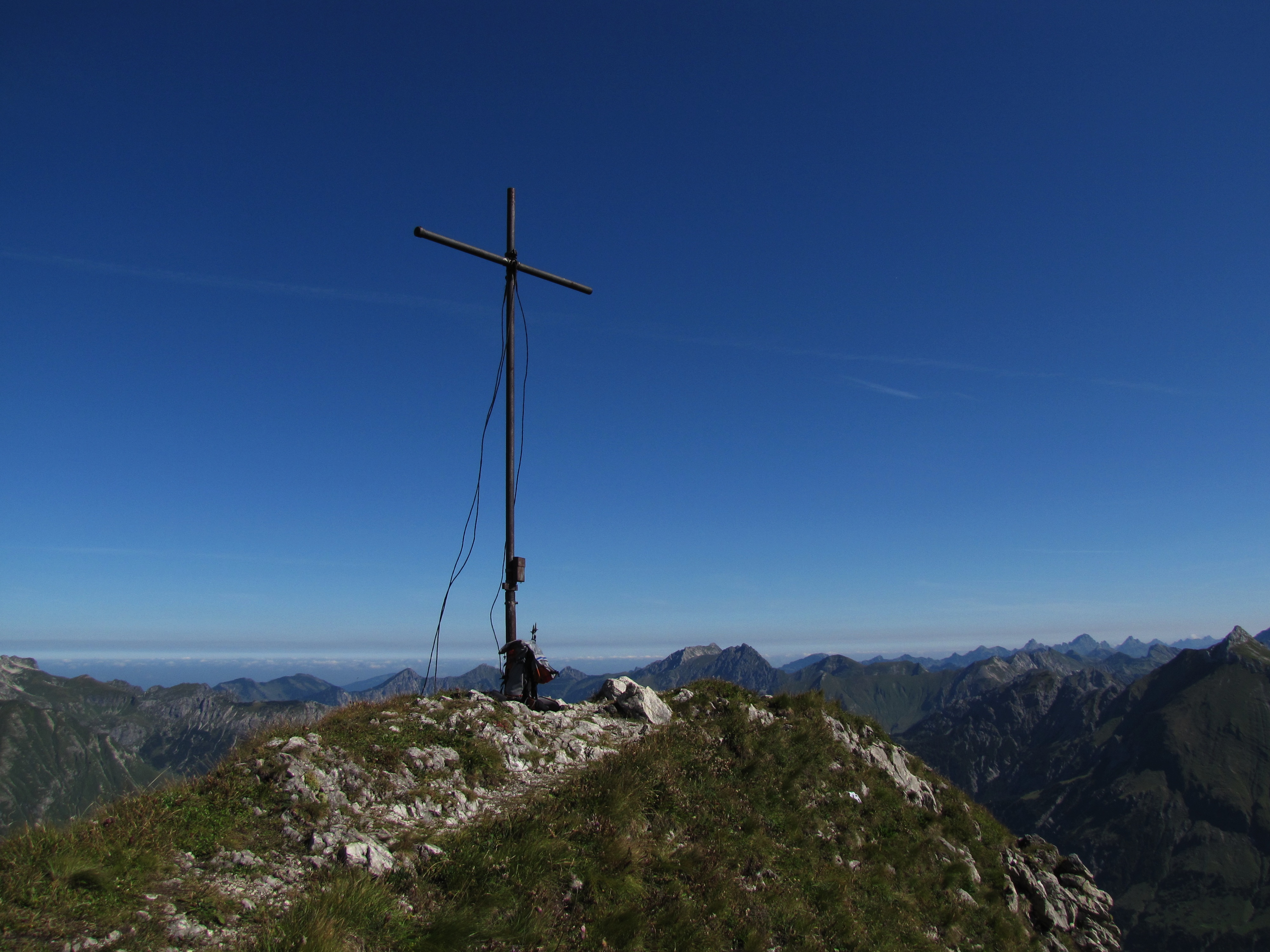
Gipfelkreuz
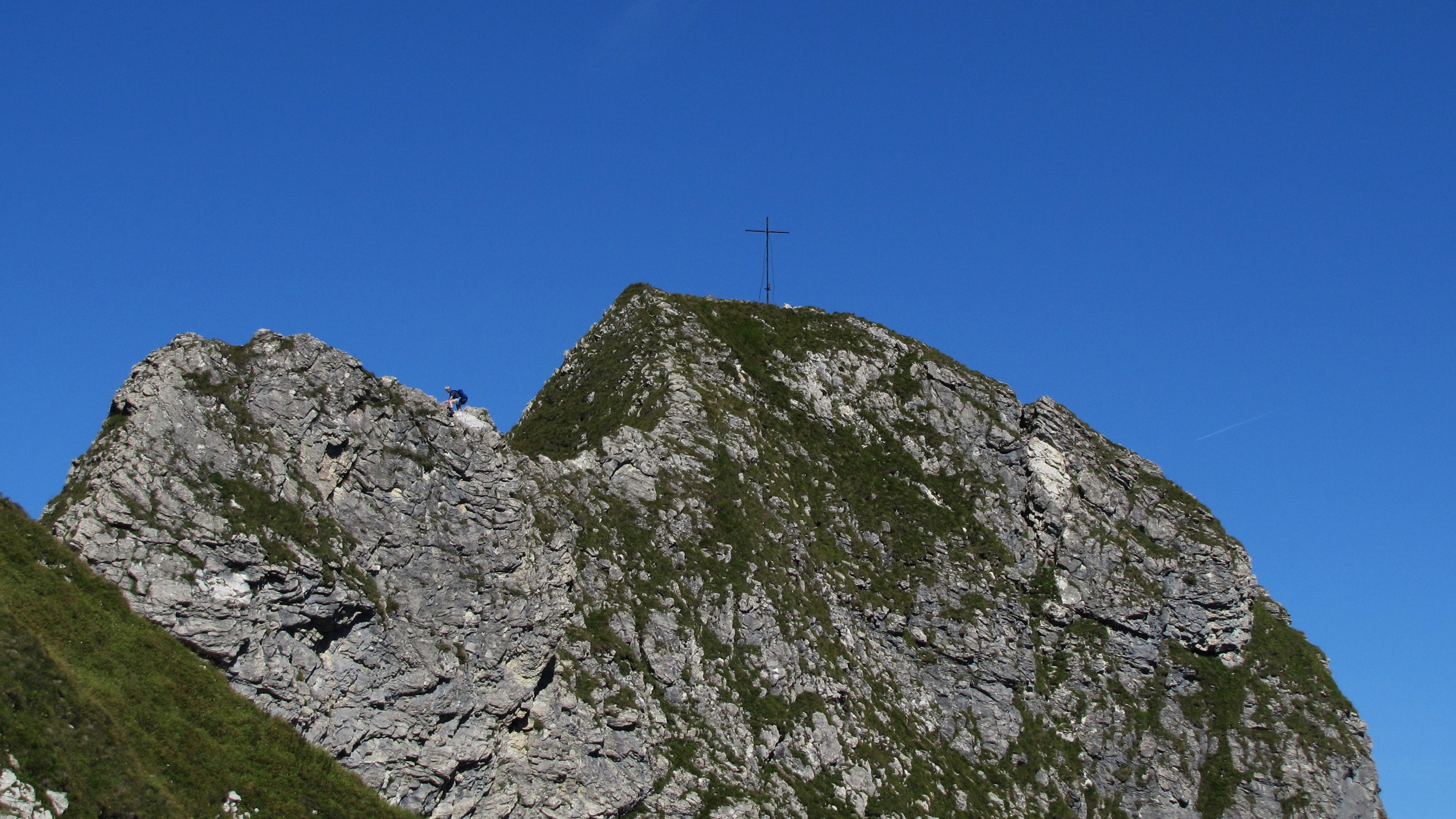
Schlüsselstelle